# Chickahominy (Volk)
Die Chickahominy (sprich tschicke-) sind ein Volk der Virginia-Algonkin, die in der Umgebung von Richmond, Virginia leben, insbesondere in den Countys New Kent und Charles City.
Während der Ankunft der englischen Kolonisten 1607 waren die Chickahominy Alliierte des Häuptlings Powhatan.
Heute besteht das Volk aus etwa 750 Menschen, die innerhalb eines Radius von etwa acht Kilometern um das Zentrum im Charles City County leben, sowie mehreren Hundert, die sich in anderen Regionen der USA aufhalten. Das Volk wurde 1983 vom Bundesstaat Virginia anerkannt.